# Volksbank Jever
Die Volksbank Jever eG ist eine deutsche Genossenschaftsbank, gegründet 1900, mit Sitz in Jever, Niedersachsen.

## Organisationsstruktur
Rechtsgrundlagen sind die Satzung der Volksbank Jever und das Genossenschaftsgesetz. Die Organe dieser Genossenschaftsbank sind der Vorstand, der Aufsichtsrat und die Vertreterversammlung.
Sie gehört dem Bundesverband der Deutschen Volksbanken und Raiffeisenbanken an.

## Geschäftsgebiet und Kunden
Das Geschäftsgebiet erstreckt sich über den nördlichen Landkreis Friesland und die Stadt Wilhelmshaven. Im Geschäftsgebiet werden neun Filialen unterhalten, aufgeteilt auf sechs Filialdirektionen (Jever, Schortens, Wilhelmshaven, Wangerland, Sande). Eine Besonderheit ist hierbei das Immobilien- und Finanzzentrum in Jever, welches speziell alle Fragen zum Thema Immobiliengeschäft abbildet. Die Bank hat 41.500 Kunden, davon sind mehr als 20.000 Genossenschaftsmitglieder und somit Teilhaber der Bank.

## Geschichte
Die „Erleichterung der Geldanlage und Förderung des Sparsinns“ hatten sich 42 Bürger aus Jever, Westrum und Wiefels zum Ziel gesetzt. Am 6. Januar 1900 gründeten sie im Hotel Erbgroßherzog eine Spar- und Darlehenskasse. Die Initiative war vom Landwirtschaftlichen Verein ausgegangen. Einen Monat vorher, am 2. Dezember 1899, hatte er mit einem Vortrag des Geschäftsführers des Verbandes oldenburgischer landwirtschaftlicher Genossenschaften, August Willers, für die Gründung einer solchen Kasse geworben. Waren anfangs nur etwa zehn Zuhörer zum Eintritt bereit gewesen, so hatte sich wenige Tage später, am 3. Januar, bei einer Vorversammlung „behufs Gründung einer Spar- und Darlehenskasse“ die Zahl auf 25 erhöht.
Gerhard Evers, August Windels und Johann Toben bildeten den ersten Vorstand der neuen Raiffeisenkasse. Ihnen zur Seite stand der Aufsichtsrat: Friedrich Köster (Jever), Ernst Lüken (Reiseburg) und Hero Habben (Quanens). Den ersten Geschäftsraum in den Blauen Straße stellte Seilermeister Toben zur Verfügung. Stehpult, Tisch, Stühle und nicht zu vergessen – ein kleiner Geldschrank bildeten die recht bescheidene Einrichtung. Toben führte als Rendant die Bankgeschäfte selbst – im Nebenberuf, für 200 Mark im Jahr. Die neue Kasse folgte den Ideen Friedrich Wilhelm Raiffeisens, eines Bürgermeisters aus dem Westerwald. Aus lokalen Versuchen, soziale Not zu lindern und zu überwinden, entstand auf der Grundlage solidarischer Selbsthilfe in der zweiten Hälfte des 19. Jahrhunderts ein anfangs vor allem ländliches Genossenschaftswesen. „Einer für alle, alle für einen“, das war der Leitgedanke Raiffeisens. „Dass die Verhältnisse der ländlichen Bevölkerung einer gründlichen Verbesserung bedürfen, ist ebenso allgemein anerkannt, als dass die Darlehenskassen-Vereine ein sicheres Mittel sind, diese Verbesserung herbeizuführen“, schrieb Raiffeisen 1877. Bis zu seinem Tode im Jahre 1881 waren bereits Hunderte solcher Vereine entstanden. Durch die genossenschaftliche Gemeinschaft der Mitglieder gelang es ihnen, den Kapitalmangel auf dem Lande zu überwinden.
Die Gründung in Jever war nicht auf eine landwirtschaftlich orientierte Zielgruppe beschränkt. Schon Raiffeisen hatte geschrieben: „Die Darlehenskassen-Vereine sind aber nicht allein für das Land, sondern auch für städtische Verhältnisse anwendbar.“ Und so fanden sich von Beginn an in der Stadt Jever auch Kaufleute und Handwerksmeister unter den Mitgliedern der Spar- und Darlehenskasse. Bereits auf der ordentlichen Generalversammlung am 24. Februar 1902 wurden erste Erfolge verzeichnet. Der Gesamtumsatz hatte sich gegenüber dem Gründungsjahr um fast 38 Prozent gesteigert.
Nach dem Ersten Weltkrieg musste sich die Spar- und Darlehenskasse veränderten wirtschaftlichen Herausforderungen stellen. Die alten Geschäftsräume reichten nicht mehr aus. Ab 1920 saß die Bank am Alten Markt 49 in angemieteten Räumen. Neuer Rendant wurde 1923 Johann Tobens Sohn Hans, der dieses Amt bis 1932 innehatte. Die Inflation von 1923 stürzte die Spar- und Darlehenskassen wie die gesamte Wirtschaft in Schwierigkeiten. Auch die Währungssanierung, die mit der Einführung der Reichsmark eintrat, änderte wenig an der Lage der Kassen. Die Kredite, die durch die Inflation ins Bodenlose entwertet waren, wurden nicht wieder aufgewertet. Wenige Jahre später geriet das Kreditgeschäft in den Strudel der Weltwirtschaftskrise. Betriebe wurden zahlungsunfähig und konnten ihre Darlehen nicht mehr zurückzahlen.
Die nationalsozialistische Herrschaft führte zur Zerstörung des demokratischen Genossenschaftsrechtes, der Staat brachte auch die Spar- und Darlehenskassen unter seine Kontrolle. Der Zweite Weltkrieg bedrohte wieder die wirtschaftliche Substanz, 1941 sank die Kreditsumme drastisch. Die Währungsreformen von 1948 stabilisierte die wirtschaftliche Lage. Der Aufstieg in der Wirtschaftswunderzeit der 1950er Jahre spiegelte sich in dem Motto der Generalversammlung vom Februar 1958 wider: „Arbeit und Sparen bringen Wohlstand“. Seit 1953 firmierte sie unter „Raiffeisen-Bank Jever eGmbH“, heute ist aus ihr die Volksbank Jever geworden. In ihr sind durch Fusionen die anderen Genossenschaftsbanken des Jeverlandes aufgegangen.
Im Herbst 2024 haben die Vorstände und Aufsichtsräte der Volksbank Jever, der Raiffeisen-Volksbank Varel-Nordenham und der Raiffeisenbank Butjadingen-Abbehausen eine Fusion der Banken beschlossen. Die daraus entstehende neue Bank soll den Namen Volksbank Jade-Weser eG tragen. Der Zusammenschluss soll im dritten Quartal 2025 rückwirkend zum Jahresanfang 2025 erfolgen.

### Stammbaum
- Volksbank Jever eG, Jever (gegr. 1900) (bis 1977 Raiffeisenbank Jever eG, bis 2001 Raiffeisen-Volksbank Jever eG)
  - Raiffeisenbank Fedderwarden eGmbH, Fedderwarden (gegr. 1911, bis 1971)
  - Raiffeisenbank Sengwarden eGmbH, Sengwarden (gegr. 1900, bis 1971)
  - Raiffeisenbank Sillenstede eGmbH, Sillenstede (gegr. 1913, bis 1972)
  - Volksbank Wangerooge eG, Wangerooge (gegr. 1939, bis 1988)
  - Raiffeisenbank Waddewarden eG, Wangerland-Waddewarden (gegr. 1919, bis 2000)
  - Raiffeisenbank Sande-Wangerland eG, Sande (gegr. 1903, bis 2002) (bis 1990 Raiffeisenbank Sande eG, bis 2000 Raiffeisenbank Sande-Gödens eG)
    - Spar- und Darlehnskasse Gödens eG, Sande-Gödens (gegr. 1920, bis 1990)
    - Raiffeisenbank Wangerland eG, Wangerland-Hohenkirchen (gegr. 1911, bis 2000) (bis 1989 Raiffeisenbank Hohenkirchen eG)
      - Raiffeisenkasse eGmbH, Altebrücke (bis 1968)
      - Raiffeisenbank Tettens eG, Wangerland-Tettens (gegr. 1911, bis 1989)

## Tochterunternehmen

### Grundstücks-, Erschließungs- und Vermarktungsgesellschaft
Seit 1997 ist die GEV m.b.H. als 100%ige Tochter der Volksbank Jever e.G. spezialisiert auf
- Bauleitplanung
- Baulanderschließung
- Projektentwicklung
- Bauträgervermittlung

Sie hat in Zusammenarbeit mit den Gemeinden Grundstücke zur Bebauung gebracht.

### Haus- und Grundstücksverwaltung (Haertle)
Fragen zur Haus- und Grundstücksverwaltung zählen zu den Aufgaben der Haertle VVB. Diese 100%ige Tochterfirma resultierte aus der Fusion der Hausverwaltung Erich Albers & Fink VVB mit der Haertle Hausverwaltungs- gesellschaft m.b.H. im Jahre 2002.
Aufgaben der Haertle VVB sind:
- Verwaltung von Miethaus- und Eigentumswohnanlagen
- Pachtland-Verwaltung

### Volksbank Jever Immobilien GmbH
Als 100%ige Tochterfirma betreut die Volksbank Jever Immobilien GmbH seit 2018 den ehemaligen Immobilienbereich.
Aufgaben der Volksbank Jever Immobilien GmbH sind:
- Verkauf von Immobilien
- Wertermittlung
- Vermarktung & Betreuung von Neubauvorhaben

## Die Ja-Wir-Stiftungen
Die 1998 gegründete Jade-Wirtschaftsraum-Regionalstiftung bildet gemeinsam mit ihren Treuhandstiftungen eine Fördereinrichtung in der Region und wurde 2008 in Ja-Wir-Stiftungen umbenannt. Der Regionalverbund für private Stiftungen ist neben der Unterstützung von gemeinnützigen Projekten auch bei der Beratung und Umsetzung für private Stifter aktiv.
Wichtige Merkmale sind hierbei die:
- Stiftungsberatung
- Satzungsentwurf
- Genehmigungsverfahren
- Stiftungsbetreuung

Das regionale Einzugsgebiet der Ja-Wir-Stiftungen erstreckt sich von Wangerooge, Jever, Wilhelmshaven über Varel bis Nordenham. Dies wird ermöglicht durch die Zusammenarbeit der Volksbank Jever eG, Volksbank Wilhelmshaven eG und Volksbank Varel-Nordenham eG.

## Verbundpartner
Die Volksbank Jever arbeitet mit den nachfolgenden Verbundpartnern zusammen.
- Bausparkasse Schwäbisch Hall
- DZ-Bank
- R+V Versicherung
- Union Investment
- VR Leasing
- DZ Hyp
- EasyCredit

## Ausbildung
Zurzeit befinden sich 14 Mitarbeiter in der Ausbildung bzw. im Studium bei der Volksbank Jever, die meisten zum Bankkaufmann/-frau. Außerdem bietet die Bank ein duales Studium an. Der duale Studiengang Banking and Finance wird in Studienphasen an der Genossenschaftsakademie in Rastede und Hannover absolviert, die Praxisphasen finden in der Bank statt. Das BEST-Studium bietet die Volksbank Jever in Kooperation mit der Akademie Deutscher Genossenschaften in Montabaur an.
Weitere Ausbildungsgänge werden fallweise angeboten wie der Informatikkaufmann/-frau oder der Kaufmann/-frau im E-Commerce.